# بی‌مصرف‌ها ۴
بی‌مصرف‌ها ۴ (به انگلیسی: Expend4bles) یک فیلم اکشن آمریکایی محصول سال ۲۰۲۳ به کارگردانی اسکات وا با فیلمنامه اسپنسر کوهن، مکس آدامز و جان جوزف کانولی است. این چهارمین قسمت از سری فیلم‌های بی‌مصرف‌ها و دنباله‌ای بر بی‌مصرف‌ها ۳ (۲۰۱۴) محسوب می‌شود، فیلمنامه این پروژه بر اساس شخصیت‌های دیوید کالاهام ساخته شده‌است. بازیگران اصلی این فیلم جیسون استاتهام، فیفتی سنت، مگان فاکس دولف لاندگرن، تونی جا، ایکو اویس، رندی کوچار، جیکوب اسکیپیو، ادی هال، لوی ترن، اندی گارسیا و سیلوستر استالونه هستند.
این فیلم در ۱۵ سپتامبر ۲۰۲۳ در چین و یک هفته بعد توسط لاینزگیت در ایالات متحده منتشر شد. فیلم تا حد زیادی نقدهای منفی از سوی منتقدان دریافت کرد و بیشتر نقدها بر روی بازیگران ضعیف، طرح داستان نه چندان جالب، خشونت‌های تکراری، زمان محدود بازی استالونه، غیبت اکثر بازیگران اصلی و جلوه‌های بصری ضعیف متمرکز بود. همچنین در گیشه نیز ناموفق بود زیرا در برابر بودجه ۱۰۰ میلیون دلاری‌اش تنها ۵۰ میلیون دلار فروخت و تبدیل به بمب گیشه شد.

## طرح داستان
این فیلم یک جنگ هسته‌ای بین روسیه و ایالات متحده را به تصویر می‌کشد که گروه بی‌مصرف‌ها در این جریان حضور دارند.

## بازیگران
- سیلوستر استالونه در نقش بارنی راس: رهبر بی‌مصرف‌ها.
- جیسون استاتهام در نقش لی کریسمس: کارشناس چاقوهای تیم.[۴]
- دولف لاندگرن در نقش گانر جنسن: یکی از اعضای ناپایدار تیم که سال‌ها مبارزه با استرس و سوءمصرف الکل از بین رفته‌است.[۴] لاندگرن اظهار داشت که شخصیت او چندین سال است که هشیار بوده و در جستجوی روح فلسفی است.[۲]
- رندی کوچار در نقش تول رود: کارشناس تخریب تیم.[۴]

علاوه بر این، ادی هال، کرتیس «فیفتی سنت» جکسون، مگان فاکس، تونی جا، شیلا شاه، جیکوب اسکیپیو و لوی ترن برای نقش‌های نامشخصی انتخاب شده‌اند. ایکو اویس به عنوان نقش شخصیت شرور اصلی انتخاب شده‌است، در حالی که اندی گارسیا نقش یک مأمور سیا را بازی می‌کند.

## تولید
در مارس سال ۲۰۱۴، پیرس برازنان اظهار داشت که با تهیه‌کننده آوی لرنر برای بازی در قسمت چهارم فیلم توافق کرده‌است. که این همکاری لغو شد. در آوریل همان سال، سیلوستر استالونه اولین انتخاب خود را برای شخصیت شرور جک نیکلسون را معرفی کرد، در حالی که به علاقه خود برای متقاعد کردن کلینت ایستوود برای پیوستن به تولید اشاره کرد. در ژوئن ۲۰۲۰، ژان-کلود ون دام علاقه خود را برای بازگشت به این مجموعه فیلم ابراز کرد و ایده خود را برای بازی در نقش کلود ویلین، برادر شخصیت شرور او، ژان ویلن، از فیلم بی‌مصرف‌ها ۲ به صورت علنی مطرح کرد. ولی این طرح با موافقت روبه‌رو نشد. کمپانی‌ها همچنین فاش کردند که پاتریک هیوز به عنوان کارگردان قسمت چهارم باز خواهد گشت. در نوامبر ۲۰۲۰، رئیس رسانه هزاره، جفری گرینشتاین، اظهار داشت که استودیو پس از تاخیرهای مختلف در صنعت در سراسر جهان به دلیل دنیاگیری کووید -۱۹ به کار روی بی‌مصرف‌ها ۴ را ادامه می‌دهد. در آگوست ۲۰۲۱، هالیوود ریپورتر گزارش داد که اسکات وا فیلم را کارگردانی می‌کند و جایگزین هیوز می‌شود. در سپتامبر ۲۰۲۱، اندی گارسیا در نقش مأمور سی‌آی‌ای به گروه بازیگران این فیلم پیوست.

### فیلم‌برداری
در آگوست ۲۰۲۱، اعلام شد که فیلم‌برداری اصلی در اکتبر آغاز می‌شود. سرانجام فیلم‌برداری اصلی از ۲۹ سپتامبر ۲۰۲۱ (۷ مهر ۱۴۰۰) آغاز شد. در اکتبر ۲۰۲۱، استالونه در رسانه‌های اجتماعی اعلام کرد که فیلمبرداری صحنه‌های خودش را برای این فیلم به پایان رسانده‌است. او همچنین تأیید کرد که این فیلم آخرین حضور او در نقش بارنی راس خواهد بود و انتظار دارد که استاتهام پس از جدایی او این مجموعه فیلم را بر عهده بگیرد. در اکتبر ۲۰۲۱، ایکو اویس به عنوان هماورد اصلی به بازیگران این فیلم پیوست. در نوامبر ۲۰۲۱، تولید در یونان، از جمله شهر سالونیک فیلمبرداری شد. اعضای نیروهای مسلح یونان به عنوان نیروهای اضافی مورد استفاده قرار گرفتند و ادعا کردند که با وجود اضافه کاری، غرامتی برای اعزام رسمی یک‌ماهه خود دریافت نکرده‌اند. در ۳ دسامبر ۲۰۲۱، تونی جا در صفحه فیس‌بوک تأیید کرد که فیلمبرداری به پایان رسیده‌است.

## انتشار
این فیلم در ابتدا قرار بود توسط کمپانی لاینزگیت در سال ۲۰۲۲ اکران شود، اما تاریخ انتشار به ۲۲ سپتامبر ۲۰۲۳ کشیده شد.

## بازخوردها
- در وب‌سایت جمع‌آوری نقد راتن تومیتوز از رای ۷۹ نقد منتقد، دارای امتیاز ۳٫۷ از ۱۰ می‌باشد.
- در متاکریتیک، که از میانگین وزنی استفاده می‌کند، بر اساس رای ۲۸ منتقد، امتیاز ۲۹ از ۱۰۰ را به فیلم اختصاص داد که نشان دهنده "بررسی‌های عموماً نامطلوب" است.
- تماشاگرانی که توسط سینماسکور مورد بررسی قرار گرفتند، میانگین نمره "B–" را در مقیاس A+ تا F، پایین‌ترین نمره مجموعه، به فیلم دادند، در حالی که آنهایی که در پست‌ترک شرکت کردند، ۶۴٪ نمره کلی مثبت به فیلم دادند.
- اوون گلیبرمن، که برای ورایتی می‌نویسد، می‌گوید: "این فیلم یک زباله واقعی برای کمپانی قرن بیست و یکم است: فیلمی که در آن خود اکشن قابل مصرف است." بیشتر یک بازی موبایل است تا یک فیلم.[۲۲]

### گیشه
تا ۲۶ اکتبر ۲۰۲۳، این فیلم ۱۶٫۷ میلیون دلار در ایالات متحده و کانادا و ۳۴٫۱ میلیون دلار در سایر مناطق به دست آورده‌است که در کل جهان ۵۰٫۸ میلیون دلار می‌شود.